# Kornet (stopień wojskowy)
Kornet – niższy stopień oficerski używany dawniej w kawalerii. Odpowiadał stopniowi podchorążego, chorążego lub podporucznika w innych rodzajach wojsk.

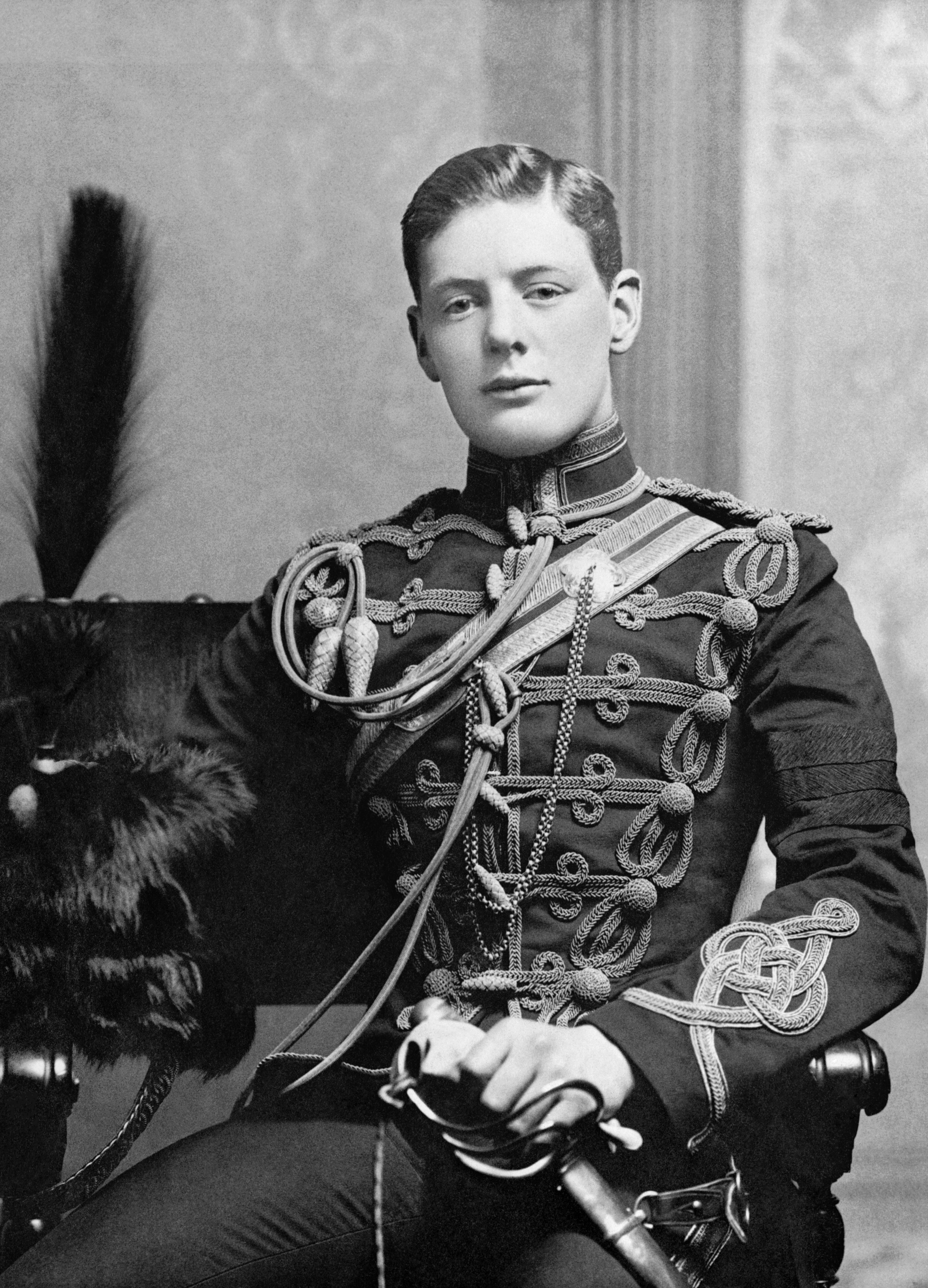
Winston Churchill jako kornet 4. Pułku Huzarów Królowej (1895).

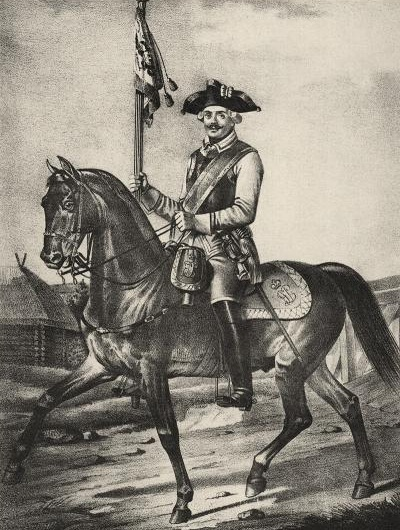
Kornet rosyjskiego Lejb-Gwardyjskiego Pułku Kirasjerów (1756-1762).

## Etymologia
Nazwa pochodzi od łacińskiego słowa cornū, „róg”. Termin ten pojawił się w XVII wieku i pierwotnie oznaczał jednostkę lekkiej jazdy, odpowiadającą szwadronowi (zwykle 100–300 ludzi). Nazwa mogła pochodzić od kornetu (blaszanego instrumentu muzycznego, rodzaju rogu) którym sygnalista zwoływał oddział lub od kwadratowego sztandaru, nazywanego w XVI wieku we Francji kornetem. Następnie zaczęto tak nazywać piątego oficera w tym pododdziale kawalerii (nie był to kornecista grający na rogu). Według innych wyjaśnień, termin pochodzi od kornetu (nakrycia głowy), które nosili ci oficerowie.

## W dawnych formacjach polskich
Stopień wojskowy kornet pojawiał się już w okresie I Rzeczypospolitej, w formacjach huzarów i ułanów, w tym również w prywatnych wojskach magnatów. Odpowiadał stopniowi podchorążego.
Kornetem huzarów w wojsku księcia Karola Radziwiłła był Ignacy Feliks Morawski, późniejszy generał major armii Wielkiego Księstwa Litewskiego.

## W Armii Brytyjskiej
Kornet (ang. cornet) był pierwotnie najniższym stopniem oficera w brytyjskich oddziałach kawalerii, a jego współczesnym odpowiednikiem jest podporucznik. Stopień został zniesiony przez reformę Edwarda Cardwella w 1871 roku i zastąpiony podporucznikiem (sub-lieutenant).
Chociaż termin jest przestarzały, nadal używa się go w odniesieniu do nowo mianowanego oficera (odpowiednik podporucznika) w królewskim pułku kawalerii (Royal Horse Guards and 1st Dragoons).

## W wojsku Imperium Rosyjskiego
Kornet (ros. Корнет) stanowił najniższy stopień oficerski w kawalerii Armii Imperium Rosyjskiego od początku XIX wieku do 1917 roku, odpowiadający stopniowi podporucznika w innych broniach.
W szkołach kawalerii rosyjskiej przyjęte było tytułowanie kornetem podchorążych starszego rocznika (kursu) przez podchorążych młodszego kursu.
Kornetem huzarów w czasie wojny 1812 roku zostaje bohaterka sztuki Aleksandra Gładkowa Dawno, dawno temu... (1941) oraz opartego na niej filmu radzieckiego Ballada huzarska w reżyserii Eldara Riazanowa (1962).
Oznaki stopnia korneta w armii rosyjskiej:
| Oznaki                 | Armia Imperium Rosyjskiego | Armia Imperium Rosyjskiego | Armia Imperium Rosyjskiego | Armia Imperium Rosyjskiego |  |  |
| ---------------------- | -------------------------- | -------------------------- | -------------------------- | -------------------------- |  |  |
| Akselbant Epolet Pagon | безрамки                   | безрамки                   | безрамки                   | безрамки                   |  |  |
| Akselbant Epolet Pagon | безрамки                   | безрамки                   | безрамки                   | безрамки                   |  |  |
|                        | Akselbant (1908)           | Epolet (1904)              | Pagon (1908)               | ... (1914)                 |  |  |

## W innych armiach
Stopień był używany również w kawaleriach innych państw, min. w Prusach (kornett), Danii (kornet), Szwecji (kornett), a także w Armii Kontynentalnej podczas amerykańskiej wojny o niepodległość (cornet). Nadal jest używany w holenderskich dywizjach artylerii i kawalerii (kornet).